# Nectandra cuneatocordata
Nectandra cuneatocordata är en lagerväxtart som beskrevs av Carl Christian Mez. Nectandra cuneatocordata ingår i släktet Nectandra och familjen lagerväxter. Inga underarter finns listade i Catalogue of Life.